# José Sebastián Laboa Gallego
José Sebastián Laboa Gallego (ur. 20 stycznia 1923 w Pasaia; zm. 24 października 2002 w San Sebastián) – hiszpański duchowny katolicki, arcybiskup, nuncjusz apostolski.

## Życiorys
16 kwietnia 1949 otrzymał święcenia kapłańskie.
18 grudnia 1982 został mianowany przez Jana Pawła II nuncjuszem apostolskim w Panamie oraz arcybiskupem tytularnym diecezji Zaraï. Sakry biskupiej 6 stycznia 1983 osobiście papież. 
Następnie był przedstawicielem Watykanu w Paragwaju (1990-1995) oraz na Malcie i w Libii (1995-1998).
13 czerwca 1998 przeszedł na emeryturę. Zmarł 24 października 2002.